# Bhuvaneka Bahu III
Bhuvenaka Bahu III fou rei de Kurunagala. Va succeir a Parakramabahu IV amb el que no se sap quina relació familiar hi havia. Fou conegut com a Vanni Bhuvenaka Bahu.
Molt poca cosa es coneix d'aquest regnat. No se sap quan va durar, i al final el va succeir Vijaya Bahu V, de parentiu igualment desconegut amb Bhuvenaka Bahu.